# Mönchssittiche
Die Mönchssittiche (Myiopsitta) sind eine Gattung von Papageien aus der Familie der Eigentlichen Papageien. Ihr ursprüngliches Verbreitungsgebiet liegt in Südamerika. Der Mönchssittich hat sich als Neobiont erfolgreich in Europa angesiedelt. Er gilt wegen der Verursachung von Ernteschäden als invasive Art.
Der Mönchssittich wird teilweise als monotypische Art dieser Gattung angesehen.
Die Gattung wurde 1854 vom französischen Naturforscher Charles Lucien Bonaparte eingeführt. Das Typusexemplar wurde 1855 im Nachhinein vom britischen Zoologen George Robert Gray als Mönchssittich angegeben. Der Gattungsname setzt sich aus dem altgriechischen mys, myos (Maus) und dem lateinischen psitta (Papagei) zusammen. Er spielt auf die mausgrauen Gefiederpartien auf Gesicht und Bauch des Mönchssittichs an.

## Arten
Die Gattung beinhaltet zwei Arten:
| Bild | wissenschaftlicher Name | deutscher Name | Verbreitung                                                          |
| ---- | ----------------------- | -------------- | -------------------------------------------------------------------- |
|      | Myiopsitta monachus     | Mönchssittich  | Argentinien, Brasilien und Uruguay                                   |
|      | Myiopsitta luchsi       | Luchssittich   | südöstliches La Paz bis nördliches Departamento Chuquisaca, Bolivien |